# Tatort: Hauch des Todes
Hauch des Todes ist ein Fernsehfilm aus der Krimireihe Tatort mit dem Ludwigshafener Ermittlerduo Lena Odenthal (Ulrike Folkerts) und Mario Kopper (Andreas Hoppe). Es handelt sich um die 768. Tatort-Folge und eine Produktion des SWR in Zusammenarbeit mit Maran Film. Die Episode wurde am 22. August 2010 im Ersten Deutschen Fernsehen zum ersten Mal ausgestrahlt.
Die Ermittler sind einem perfiden Serienmörder auf der Spur, der seine Opfer theatralisch präsentiert, um Odenthals Aufmerksamkeit zu bekommen. Während der Ermittlungen gerät die Kommissarin in Lebensgefahr und verdankt es vor allem dem beherzten Einsatz ihres Partners, dass sie gerettet werden kann.

## Handlung
Die Kriminalhauptkommissare Lena Odenthal und Mario Kopper werden zum Hafen gerufen. Dort hat ein Mörder nahezu theatralisch eine Frauenleiche in Plastikfolie gewickelt und sie kopfüber an einen Kran gehängt. So eingehüllt, erinnert das Ganze an einen Schmetterlingskokon. Mit großem Personalaufwand wird das Gebiet am Hafenbecken abgesperrt und werden alle Spuren gesichert.
Die Ermittlungen ergeben, dass es sich bei dem Opfer um Andrea May handelt, eine Solistin der Oper in Mannheim. Noch eine Woche zuvor hatte sie Christian Brenner, ihren Ex-Freund, angezeigt, da er sie geschlagen und anschließend in ihre Garderobe hatte einbrechen wollen. Da Brenner im Hafen arbeitet, kann Odenthal ihn umgehend befragen. Er leugnet, May ermordet zu haben, und gibt an, sie übers Internet kennengelernt zu haben. Er habe sie gemocht, weil sie witzig gewesen sei und sie viel Spaß miteinander gehabt hätten. Außerdem hätte sie sich nicht alles gefallen lassen und ihn im Griff gehabt. In ihre Garderobe sei er nicht eingebrochen. Odenthal glaubt ihm, weil die Durchführung der Tat samt Vorbereitung nicht zu dem Eindruck passt, den sie von Brenner hat.
Kopper erinnert sich an einen Fall aus Mannheim, bei dem eine Politesse mittels einer Plastiktüte erstickt worden war. Odenthal ersucht die damals ermittelnde Kommissarin Martina Schönfeld, nach Ludwigshafen zu kommen, um bei der Lösung des neuen Falls behilflich zu sein. Dabei stellt sich heraus, dass die Kommissarin die Schwester des Mannheimer Opfers ist. Sie erinnert sich, dass im Zuge der Ermittlungen bereits damals ein Christian Brenner eine Rolle spielte. Brenner wird vorgeladen und verhört, doch Odenthal schließt ihn weiterhin als Täter aus.
Odenthal sucht nach ungeklärten Mordfällen der letzten Jahre, bei denen Frauen erstickt worden sind. Dabei stößt sie neben Petra Schönfeld auf zwei weitere Opfer. Alle vier waren Frauen, die selbstbewusst und emanzipiert durchs Leben gingen. Allerdings gibt es keine weiteren gemeinsamen Muster. Lediglich das zweite Opfer, eine Zöllnerin, hatte kurz vor ihrem Tod  analog zu Andrea Mays Anzeige einen Einbruch gemeldet. Auch hier hatte der Täter ein Foto hinterlegt, das der betreffenden Frau zeigen sollte, dass sie beobachtet wird.
Parallel überprüft Odenthals Mitarbeiterin Edith Keller die Schiffe, die zu den Tatzeiten in den jeweiligen Häfen vor Anker lagen, und stößt auf das Frachtschiff „Emma“. Obwohl Kapitän Stauer und der Schiffsdisponent Daniel Tretschok Beschwerde einlegen, wird das Schiff im Hafen festgehalten und durchsucht. So finden sich tatsächlich Kleidungsstücke an Bord, die DNA-Spuren von drei Opfern aufweisen. Als sich herausstellt, dass sich unter der Besatzung Mirko Klingspohn befindet, ein vorbestrafter Vergewaltiger, wird dieser zwangsläufig verdächtigt. Um unangenehmen Fragen zu entgehen, flieht er. Odenthal findet es allerdings seltsam, dass die Kleidungsstücke wie auf dem Präsentierteller bereitlagen, während der Täter ansonsten peinlichst auf Sauberkeit achtete und keine Spuren hinterließ. Auch passt der Mord an Petra Schönfeld nicht ins Schema der anderen drei Morde. Möglicherweise ist das aber auch wieder geplant, um die Ermittler zu verwirren.
Die Lage spitzt sich zu, als Odenthal feststellen muss, dass der Täter in ihrer Wohnung war und dort ein Foto deponiert hat. So muss sie annehmen, dass er es auch auf sie abgesehen hat. Als Klingspohn aufgegriffen wird, leugnet er, irgendetwas mit den Morden zu tun zu haben. Ehe sich die Ermittler weiter mit ihm beschäftigen können, überrascht sie Kriminaltechniker Becker mit der Neuigkeit, dass er DNA-Spuren von Brenner auf der Tüte gefunden habe, in denen sich die Kleidungsstücke auf der „Emma“ befanden. Mit diesen Fakten konfrontiert, bricht Brenner ein und gibt zu, die Politesse Petra Schönfeld, die ihn „wie den letzten Idioten behandelt habe“, im Affekt mit der Tüte erstickt zu haben. Es sei aber ein Unfall gewesen, weil er ihr mit der Tüte nur habe Angst machen wollen, als er sie abends im Club zufällig getroffen habe. Mit den anderen Morden habe er nichts zu tun.
Odenthal will Daniel Tretschok dazu befragen, wer alles den Routenplan der „Emma“ kannte. Dabei muss sie feststellen, dass dieser ein sehr starkes Interesse am Stand der aktuellen Ermittlungen hat. Von Klingspohn, der inzwischen festgenommen werden konnte, erfährt sie, dass Tretschok als Einziger wusste, dass er vorbestraft ist. Tretschok hatte ihm sogar den Job auf der „Emma“ beschafft. Die Kommissarin bespricht sich mit ihrem Partner Kopper und kommt auf die Idee, dass Tretschok – so er der Gesuchte ist – möglicherweise den Mord an Petra Schönfeld beobachtet hat und erst daraufhin den Entschluss gefasst hat, selbst zu töten. So konnte er sich Kleidungsstücke vom ersten Opfer und die Tüte sichern, um sie später als Indiz für ein „Bauernopfer“, für das er sich Klingspohn ausgesucht hatte, zu verwenden. Noch während sie darüber sinnieren, hat Tretschok sich ein neues Opfer ausgewählt und ähnlich wie Andrea May präsentiert. Diesmal handelt es sich um Claudia Bühler, eine Frau, mit der Odenthal relativ regelmäßig joggen war.
Während Kopper Tretschok observieren lässt, spricht Odenthal mit dessen Frau. Sie konfrontiert sie mit ihrer Vermutung, dass ihr Mann ein mehrfacher Mörder sei. Sie könne dabei helfen, ihn aufzuhalten, erneut zu töten. Birgit Tretschok will jedoch nichts davon hören. Ihr Mann habe durch seine dominante Mutter, die ihn stets unterdrückt und gedemütigt habe, zeit seines Lebens nur gelitten. Es stellt sich heraus, dass Tretschok erst nach dem Tod seiner Mutter erstmals mordete und alle Opfer seiner Mutter in Aussehen und Habitus ähnelten. Noch während Odenthal mit Birgit Tretschok darüber spricht, kommt Daniel Tretschok hinzu und schlägt Odenthal brutal zu Boden. Er schafft sie auf sein Taucherglockenschiff, das schon seinem Vater gehörte und auf dem er die beiden vorherigen Opfer getötet und in Folie eingewickelt hatte. Kopper und Schönfeld folgen Odenthals Spur und versuchen sie zu befreien, was Kopper im letzten Moment auch gelingt, indem er Tretschok erschießt.

## Hintergrund
Der Film wurde vom Südwestrundfunk in Zusammenarbeit mit Maran Film unter dem Arbeitstitel Grenzgänger produziert und in Baden-Baden und am Zollhafen von Mainz gedreht. Für die Aufnahmen auf dem Taucherglockenschiff wurde die Carl Straat des Wasser- und Schifffahrtsamtes Duisburg-Rhein genutzt.
Mehrmals ist im Tatort ein Auszug aus dem "deutschen Requiem" (Denn alles Fleisch ist wie Gras) von Johannes Brahms zu hören.
Tatort: Hauch des Todes
Die Premiere fand bereits am 1. Juli im Kino Arsenal Berlin statt.

## Rezeption

### Einschaltquoten
Die Erstausstrahlung von Hauch des Todes am 22. August 2010 wurde in Deutschland von insgesamt 7,0 Millionen Zuschauern gesehen und erreichte einen Marktanteil von 23,0 Prozent für Das Erste.

### Kritik
Rainer Tittelbach von tittelbach.tv schreibt anerkennend: „Auch wenn Hollywood die bessere Spielwiese für Serienkiller-Thriller ist als der ‚Tatort‘ […] und der deutsche Südwesten als Ort kranker Serienkillerphantasien etwas albern wirke(n), ist ‚Hauch der Todes‘ doch ein mehr als ein passabler Krimi, der seine Spannung hält und auch für ein paar launige Momente sorgt. […] Die knallige TV-Movie-like Inszenierung dieses Frauenhasserkrimis von Lars Montag […] mit Kranfahrten und Soundgetöse kommt ein wenig gewollt daher, passt aber zum Genre.“
Tilmann P. Gangloff urteilt: „‚Hauch der Todes‘ ist der fünfzigste Fall von Lena Odenthal und ein würdiges Jubiläumsstück: Der Film ist Kino fürs Fernsehen. […] Jürgen Werners klug konstruiertes komplexes Drehbuch ist gerade in den Details sehr sorgfältig. […] [Es gibt viele] Spuren, die die Kriminaltechniker finden und die die Ermittler immer wieder in die Irre führen. […] Das dramatische Finale […] ist ohnehin ein echter Höhepunkt und entschädigt dafür, dass Montag und Werner die Identität des Mörders nach einer Stunde offenbaren und sein Motiv spätestens seit Alfred Hitchcocks Thriller ‚Psycho‘ nicht mehr sonderlich originell ist.“
Bei Stern.de wird ‚Hauch der Todes‘ von Ulrike Klode kritisiert und sie meint, dass dieser ‚Tatort‘ „überladen ist mit Symbolen, eine Bildsprache, die nicht einheitlich ist und eine Handlung, die irgendwie verworren und gleichzeitig zu leicht zu durchschauen ist. […] In den ersten Minuten sieht man die Kommissarin hin wieder durch den Sucher einer Kamera. Doch anstatt das Bild der Überwachung beizubehalten, taucht diese Perspektive später nie wieder auf. Eine andere Einstellung wird allerdings konsequent durchgezogen: Algen, die sich in grünlichem Wasser bewegen. Achtmal taucht dieses Bild in den 90 Minuten auf, passt aber in seiner Verschwommenheit und seiner Farbgebung so gar nicht zum Rest. Einfach fehl am Platz, als habe hier jemand Filmkunst machen wollen, sich das aber für den Rest des Films nicht getraut. […] Dieser 50. Odenthal-Krimi zeigt: Ein Jubiläumskrimi muss nicht zwanghaft auf etwas Besonderes getrimmt werden. Eine klar erzählte Geschichte ohne viel Schnickschnack wäre die bessere Wahl gewesen.“
Josef Seitz bei Focus online sieht das Ganze viel positiver und meint, dass dieser Tatort „viel besser [ist] als der Titel vermuten lässt. […] Und tatsächlich: Was Deutschlands erfolgreichste Fernseh-Krimireihe sonst gerne vergisst, funktioniert diesmal bestens – zwischen all den Nebengeschichten findet sich tatsächlich noch ein Kriminalfall.“
Bei faz.net stellt Dieter Bartetzko fest: „Es menschelt also, mal drastisch, mal anrührend, in diesem ‚Tatort‘. Aber im Zentrum steht die Verstörung, stehen die kranke Seele eines Serienmörders und die Ängste, die er in seinen Mitmenschen entfacht. Auch wenn die Idee, derlei tiefenpsychologische Phänomene mittels einer Taucherglocke ins Bild zu setzen, krachledern anmutet: die Bilder, zu denen dieser Tatort findet, sind teilweise zutiefst beunruhigend. Mal in schnellen Wirbelnden Bildfolgen und Schnitten, mal in Zeitlupentempo zeigt er die bekannte Welt aus Perspektiven, die sie erschreckend fremd machen, voller Fallgruben, doppelter Böden und Irrwege. Dass darunter die Logik der Handlung zuweilen durcheinander gerät, dass einige Symbolismus zu dick aufgetragen sind, stört wenig - welcher Albtraum hält sich schon an die Gesetze der Vernunft?“
Die Kritiker der Fernsehzeitschrift TV-Spielfilm schreiben über diesen Tatort: „eine ebenso durchsichtige wie abstruse Story, die auch die aufgebrezelte Optik nicht retten kann. Fazit: Kaum spannend und viel zu bemüht.“